# Johannes Verhulst
Johannes Verhulst (L'Aia, 19 marzo 1816 – L'Aia, 17 gennaio 1891) è stato un compositore e direttore d'orchestra olandese.

## Biografia
Da ragazzo cantò nel coro cattolico della Chiesa cattolica, si distinse per le sue qualità e continuò gli studi di violino, e all'età di dieci anni, fu uno dei primi studenti della Koninklijke Muziekschool (Scuola reale musicale) a L'Aia.
Successivamente diventò primo violinista della cappella di corte del re Guglielmo I. 
Nel 1836 Felix Mendelssohn, in vacanza a Scheveningen, ebbe modo di ascoltare un'ouverture scritta da Verhulst e lo convinse a studiare con lui.
A Lipsia Verhulst fu direttore dell'orchestra Euterpe dal 1838 al 1842, per la quale scrisse la sua Sinfonia in Mi. 
In quegli anni strinse amicizia con il compositore Robert Schumann, che incontrò nella casa di Mendelssohn.
Verhulst spesso accompagnava Schumann nelle sue passeggiate e hanno suonato insieme a quattro mani.
L'apprezzamento di Schumann per le composizioni del suo collega olandese è stato registrato in numerosi articoli della Neue Zeitschrift für Musik; da parte sua, Verhulst ha dedicato il suo Quartetto d'archi op.21 a Schumann come omaggio.
Dopo la parentesi a Lipsia, nel 1842 rientrò all'Aia, dove diresse la cappella reale della corte, prese le redini della Rotterdam Music Society, guidò la Maatschappij tot Bevordering der Toonkunst (Società per la promozione artistica) di Rotterdam, fondò istituzioni di concerti e si attivò per animare la vita musicale del suo paese.
Verhulst guidò i concerti della Società Enterpe, gestì tutti i festival di musica olandese per almeno un trentennio.
Verhulst ha introdotto le sinfonie di Schubert nei Paesi Bassi e ha diffuso le opere di Mendelssohn, Schumann e Brahms.
Il suo gusto conservatore, tuttavia, non gli faceva prediligere le opere di Berlioz, di Liszt e soprattutto di Wagner; nonostante questo, Verhulst condusse le composizioni di Liszt e presentò le anteprime nei Paesi Bassi della terza sinfonia di Bruckner e della prima sinfonia di Richard Strauss.
A Rotterdam sposò Johanna Elisabeth Cornelia Rochussen il 7 maggio 1851. La coppia ha avuto sei figli.
Dopo il suo ritorno in Olanda nel 1842, Verhulst si concentrò principalmente nella composizione di canzoni olandesi. Sulla scia di Schubert e Schumann ha scritto dozzine di canzoni, di solito su testi di Jan Pieter Heije. 
Nelle sue migliori canzoni si avvicina al livello del suo idolo Schumann. Ha anche composto canzoni meno ambiziose e anche canzoni per l'infanzia.
Ha anche scritto musica spirituale, tra cui quattro Messe (op.20, op.50, op.52, op.55) e un Requiem op.51. 
Fu anche il compositore del Pius Cantate, un'ode dedicata a Papa Pio IX su un testo di Herman Schaepman.
Le opere vocali secondarie di Verhulst sono le cantate Floris de Vijfde op het slot te Muiden op.23 e la canzone di Rembrandts Feestgezang op.48. 
La Sinfonia in Mi minore op.46 fa parte delle sue opere orchestrali, assieme alle tre Ouverture (op.2, op.3, op.8). Per l'orchestra di fiati scrisse Gruss aus der Ferne op.7 nel 1844. 
Compose anche musica da camera, inclusi tre Quartetti d'archi op.6a, 6b e 21.